# 歐洲雲杉
歐洲雲杉，或譯作挪威雲杉，是一種大型常綠針葉樹，高達35-55公尺，樹幹直徑可達 1-1.5 公尺。2008年，一株由瑞典于默奧大學科學家在瑞典達拉納省境內的歐洲雲杉Old Tjikko經碳-14定年法後核實其樹齡高達9550歲，打破了一直以來在美國加利福尼亞州白山找到的一株刺果松4700歲的紀錄足足一倍有多，所以是目前世界上已知寿命最长的植物之一和世界上已知最長壽生物之一。

## 外觀描述

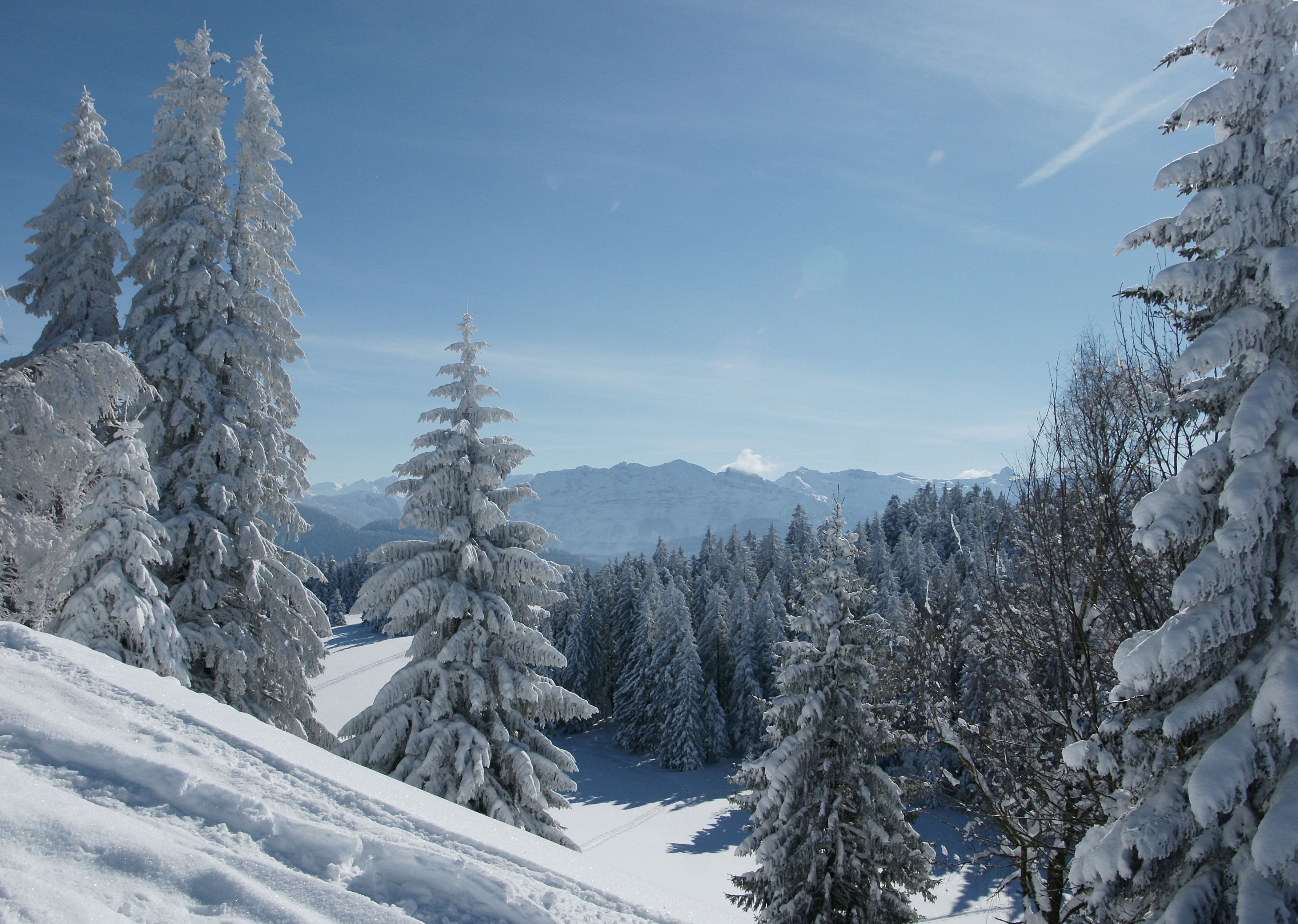
雪山上的歐洲雲杉

長枝橙棕色，光滑無毛。綠色葉呈針狀，約12至24毫米長，橫斷面呈四角形且均為暗綠色，上有不明顯的氣孔線。毬果為9至17厘米長，是雲杉屬中最長的一種。毬果初為紅或綠色，在經過授粉作用變棕色並維持約5至7個月。果鱗為木質，由鈍至漸尖三角形。種子約長4至5厘米，有淡棕色長翅。

## 圖片

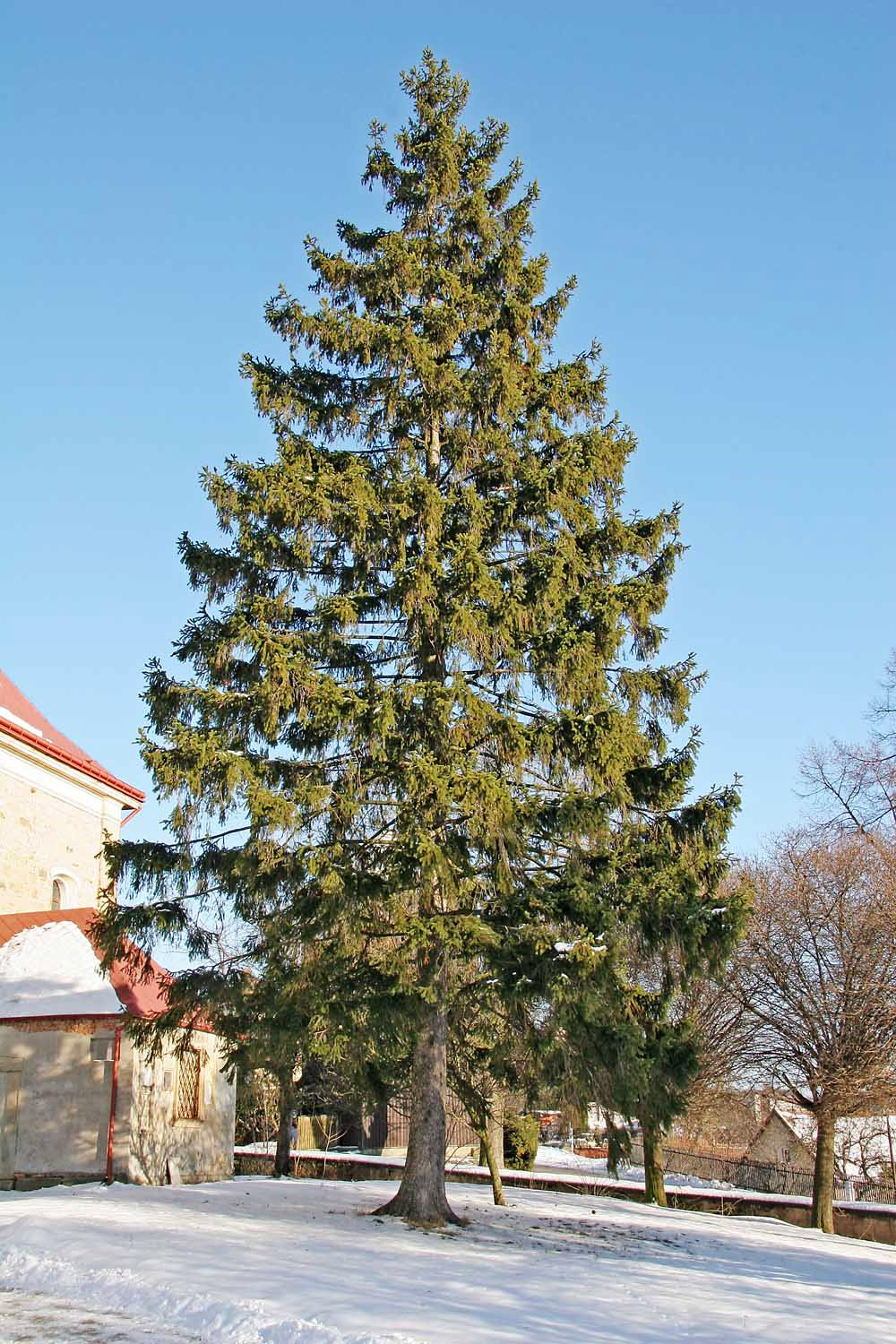
植株
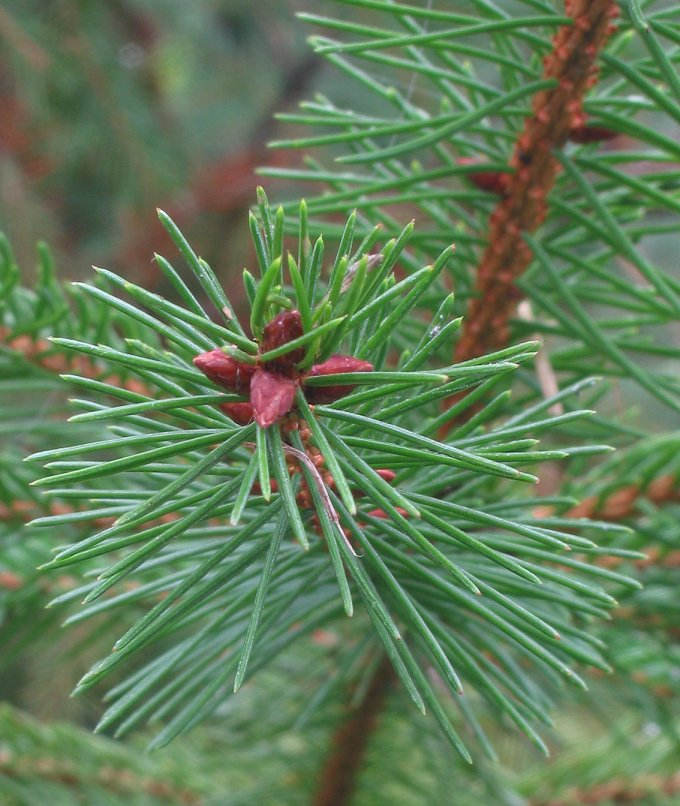
葉
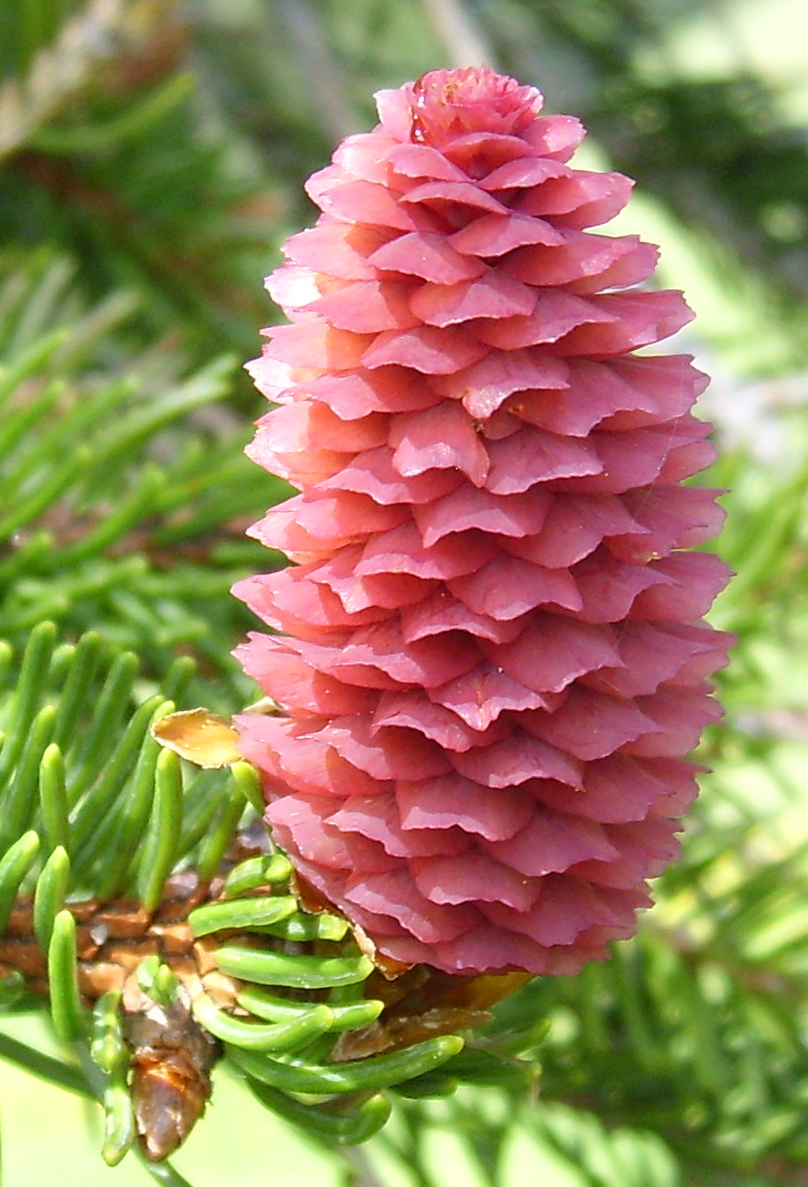
未成熟毬果
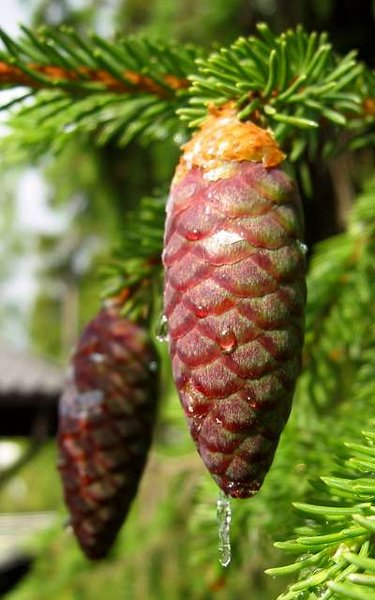
毬果
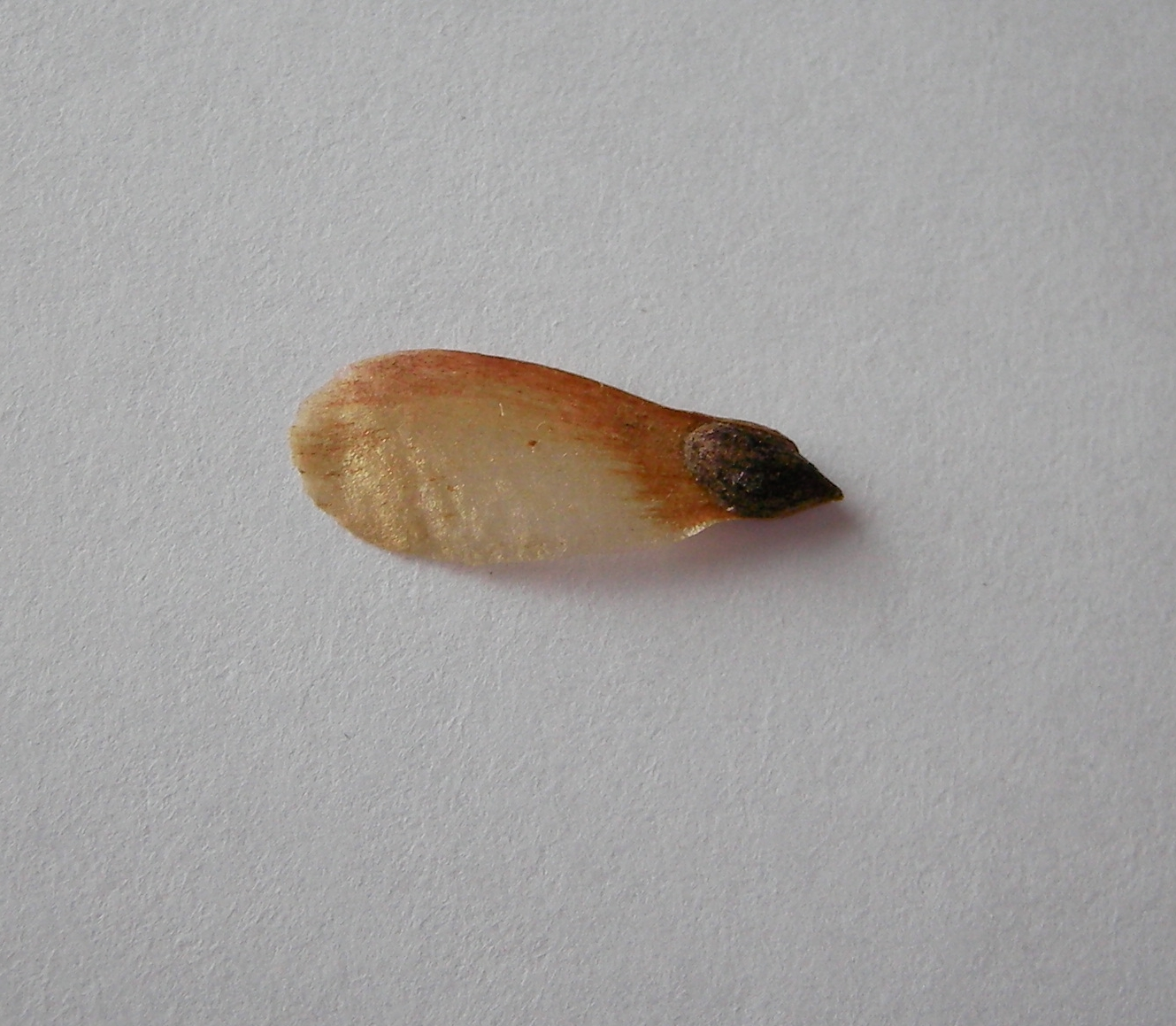
種子
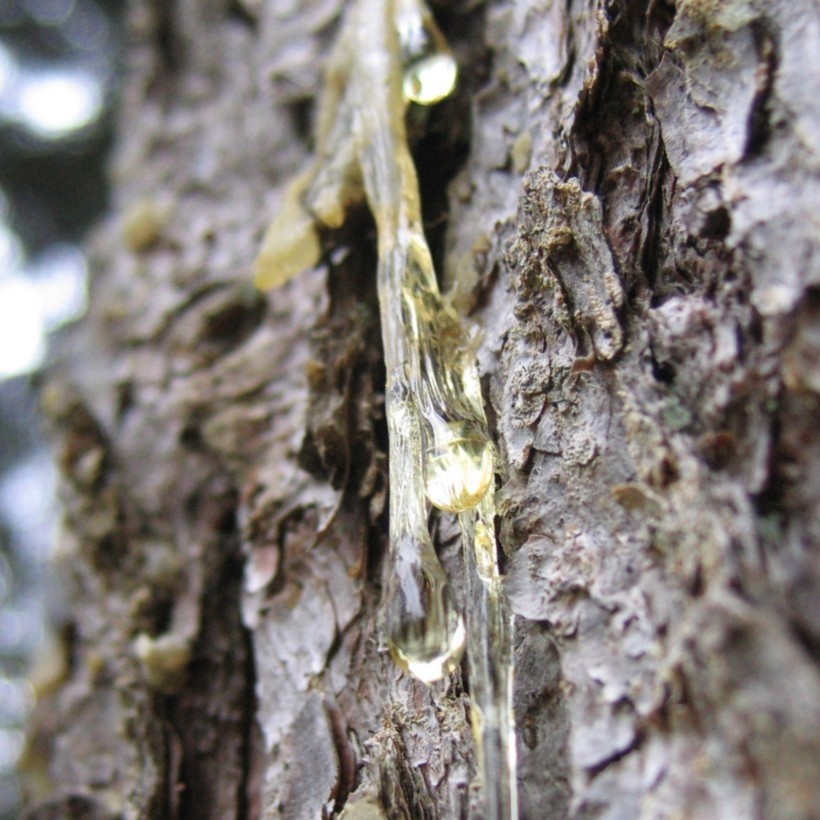
樹脂
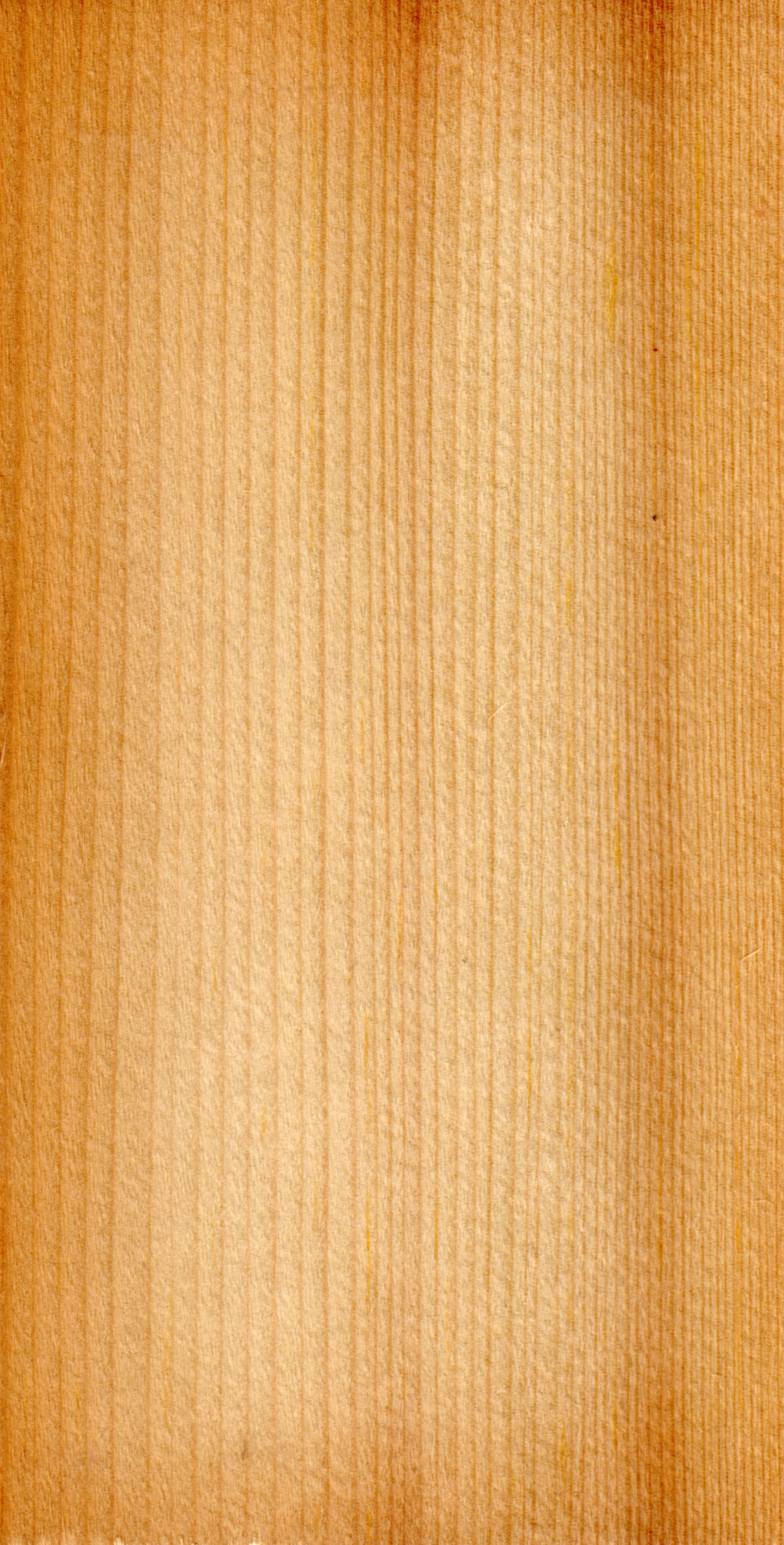
木材紋理

## 分佈
其在歐洲的分佈十分廣泛，以挪威北至70°N為限，東界一般被認為在烏拉爾山，西南至阿爾卑斯山西南端，東南至希臘北部。它在俄羅斯的西部易與西伯利亞雲杉有雜交種“Picea x fennica”，而這種混合種在芬蘭的北面及少數在挪威也有所發現。這些混合種的特徵為長枝有毛，而且毬果的葉鱗為順滑圓形。

## 分類學
在歐洲東南面的種群常有較長的毬果及較尖的葉鱗，因此偶爾被認為是地方亞種（Picea abies var. acuminata (Beck) Dallim. & A.B.Jacks.），但除了這些微變化外，並沒有其他較明顯的分別，而大部分的特徵均見相同。除此之外，植物學家對歐洲雲杉與西伯利亞雲杉的分類及不同亞種等未有定案，如一種僅見於瑞士東部的雲杉，一樣長枝有毛，而且毬果的葉鱗為順滑圓形。有不少文獻把它有看成是歐洲雲杉的亞種，雖然它與西伯利亞雲杉、雪岭云杉等的關係可能更加密切。單獨看作一個物種時稱為阿爾卑斯雲杉（Picea alpestris (Brügger) Stein）。與西伯利亞雲杉一樣，它也常與歐洲雲杉混合，因此純種並不常見。

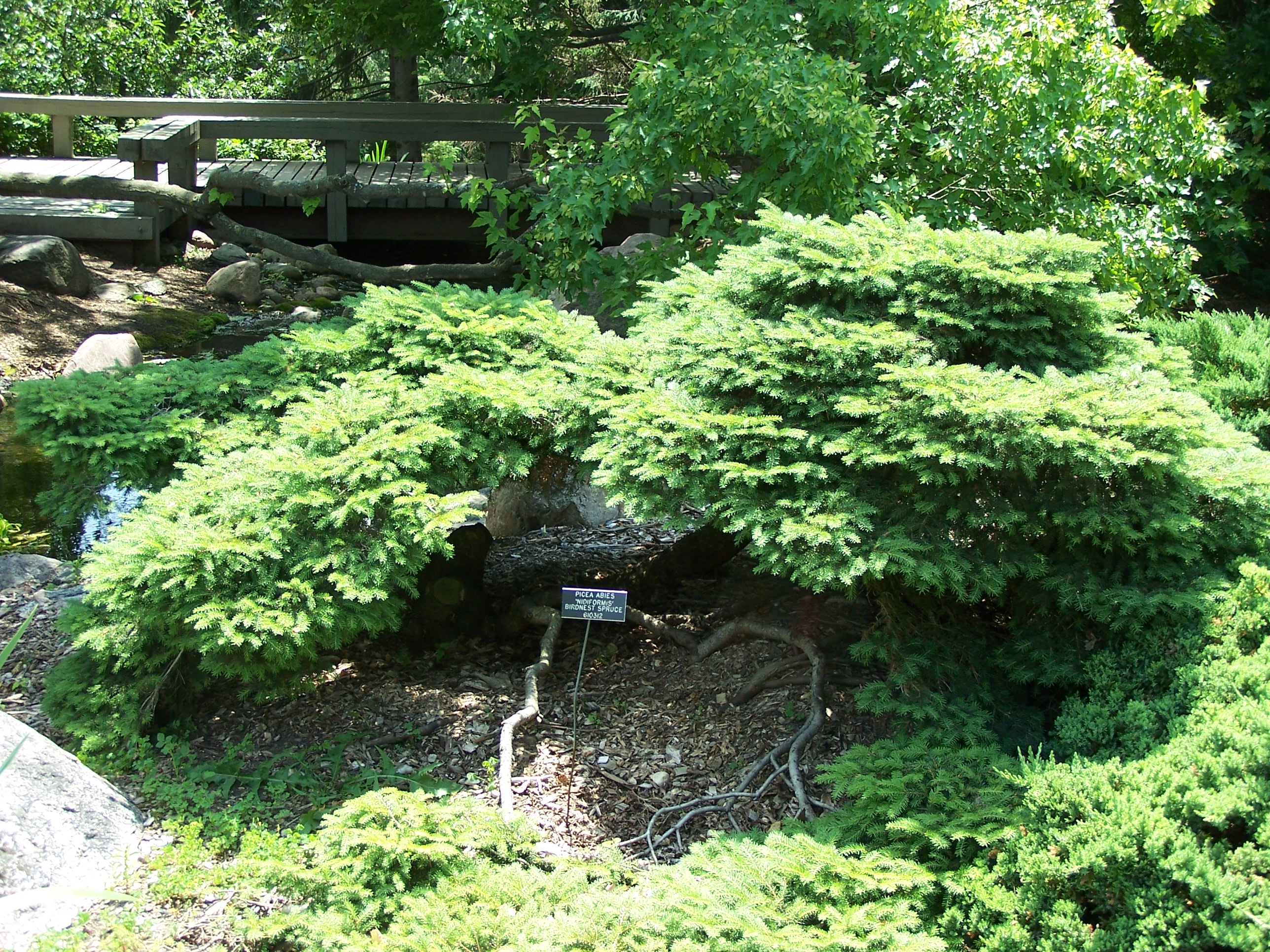
歐洲雲杉的一種矮小的栽培種
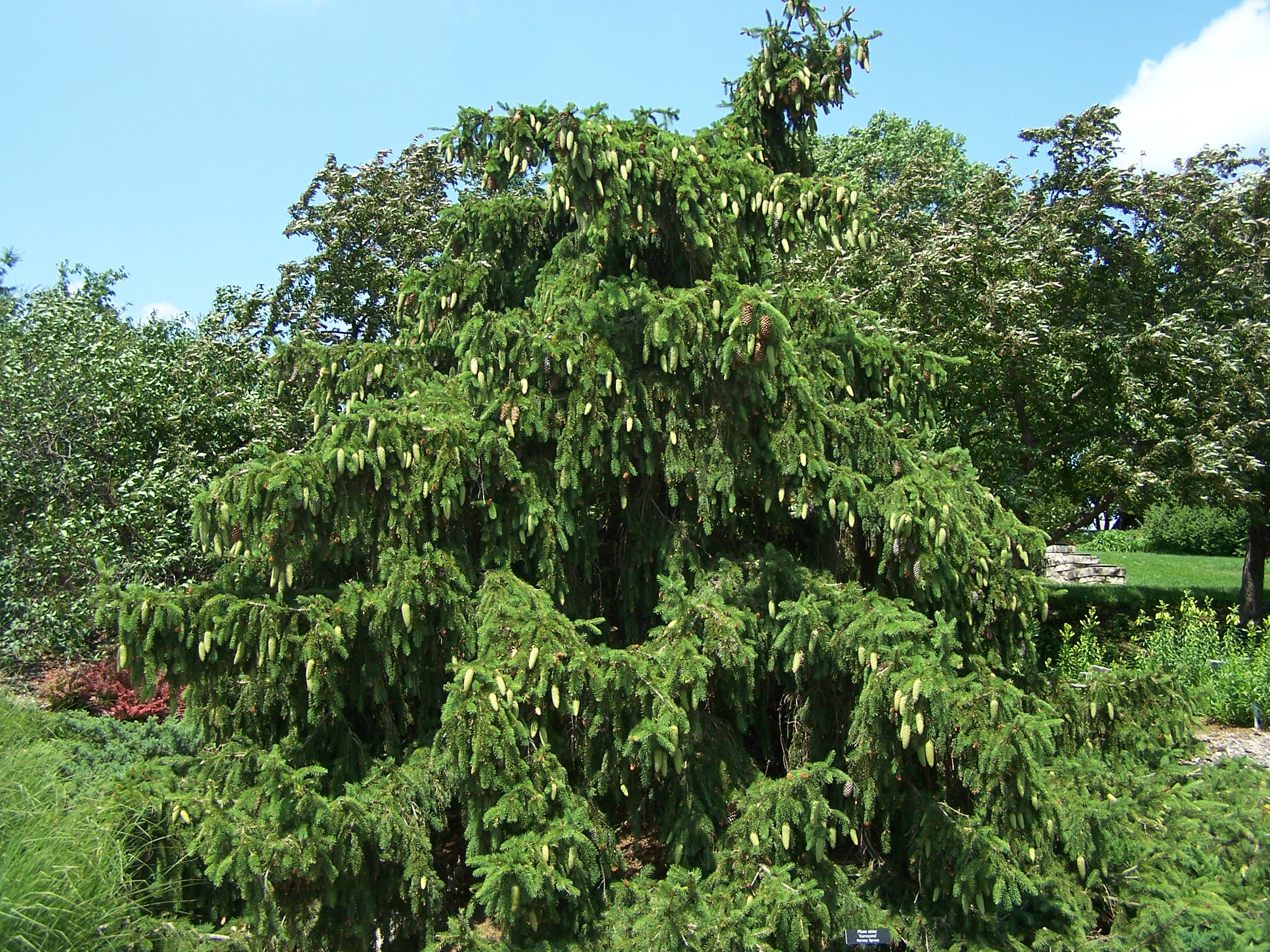
另一種栽培種，能結大量毬果

## 長壽之謎

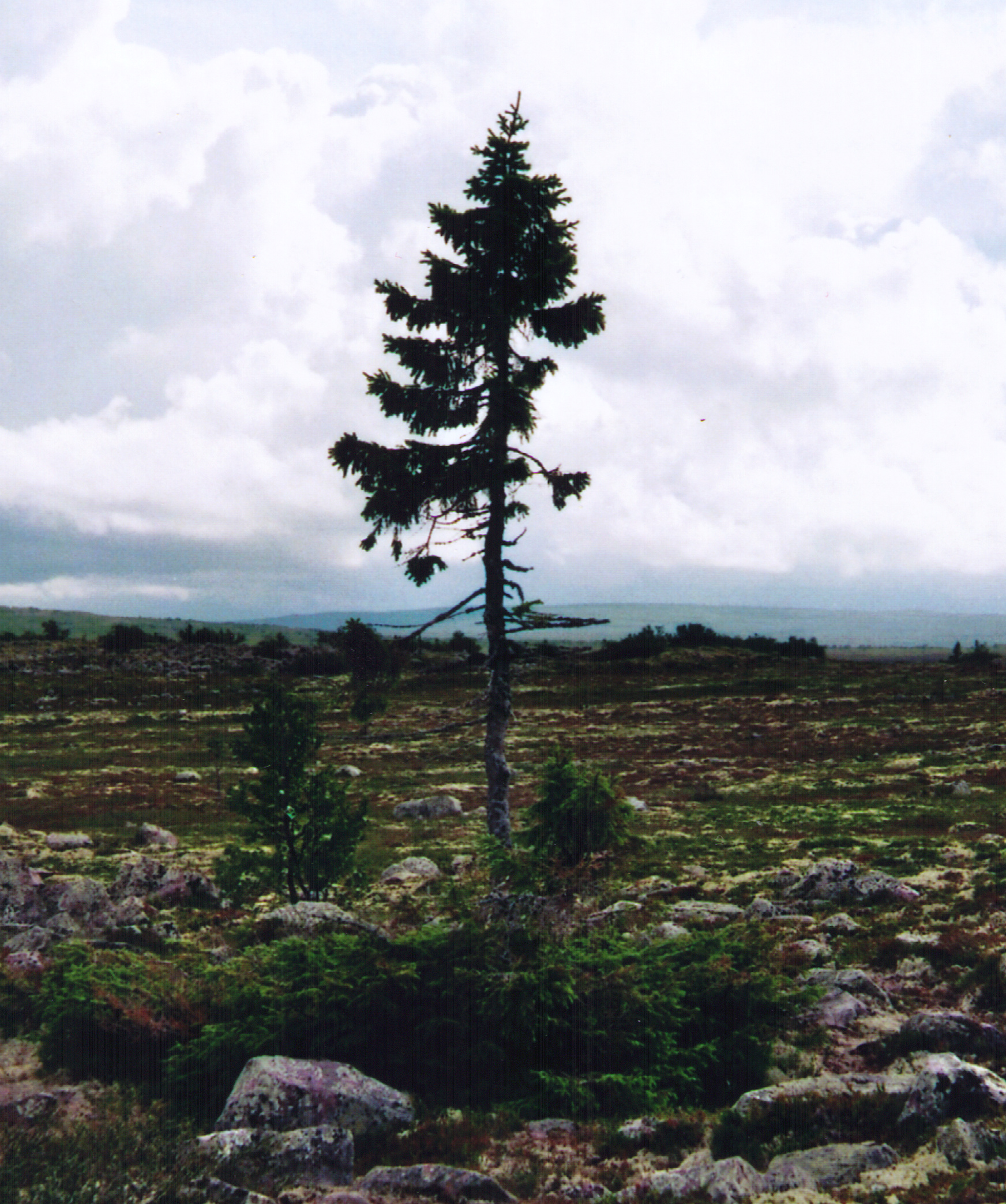
Old Tjikko

在瑞典達拉納省境內發現的古樹，其目前的樹幹只有約600年的歷史，但其主根系經碳-14定年法鑑定及基因配對核實後，發現壽命高達9550歲。而在同一個山上，根據相同鑑定法鑑定後，亦有近20株歐洲雲杉的年歲超過8000歲。其長壽的原因在於當舊有的樹幹死亡及腐朽後，雲杉屬植物的根系可以重新長出新的樹幹，就像自我複製一樣，以延續其自身的活力。雖然如此，但在美國加利福尼亞州白山找到的該株刺果松，仍是壽命最長的單一樹幹類植物。

## 栽種及應用
歐洲雲杉是最常種植的雲杉屬植物之一，在其原生地區及世界各地均有廣泛裁種。除了作為植林樹種外，木材業及造紙業也有廣泛應用，不少公園及花園等也以此樹作為觀賞樹種之用。歐洲雲杉也廣泛地應用於聖誕樹當中。每年聖誕節，挪威首都奧斯陸都會向如紐約、倫敦及華盛頓等城市提供歐洲雲杉以作為當地聖誕佈置的重要一環。
在北美洲也有不少被馴化的歐洲雲杉，但分佈未算廣泛，因此並未被看成是入侵物種。幼樹時生長迅速，在環境理想下，首25年，每年可長高1米或以上，但在之後速度就會開始放慢。

## 参阅
- 美國赤松

## 外部連結
维基共享资源上的相關多媒體資源：欧洲云杉
- （英文） 歐洲雲杉網
- 欧洲云杉 （页面存档备份，存于）